# Snækollur
Lo Snækollur (in lingua islandese: Sgabello di neve) con i suoi 1482 metri di altezza è la montagna più alta della catena montuosa vulcanica Kerlingarfjöll, situata nella zona degli Altopiani d'Islanda, nella parte centro-occidentale dell'Islanda.

## Descrizione
La catena dei monti Kerlingarfjöll si trova pochi chilometri a est del Kjölur, uno degli altopiani d'Islanda situato tra i ghiacciai di Langjökull e Hofsjökull nel nord del paese e attraversato dalla pista Kjalvegur.
Snækollur è situato nel Kerlingarfjöll orientale, il cosiddetto Austurfjöll, al centro della catena montuosa e a est del Hveradalir.
Il monte fa parte di un vulcano centrale spento che in passato era chiamato Háinúper, e la roccia di cui è costituito è prevalentemente riolite. Sulla sommità del monte è presente un piccolo ghiacciaio.

## Denominazione
Snækollur ha un profilo a forma di cuneo ed è ricoperto di neve o ghiaccio quasi tutto l'anno; da questo deriva il suo nome islandese, che significa sgabello di neve.

## Escursionismo
Ci vogliono circa tre ore per la salita alla sommità partendo da uno dei rifugi ad Árskarð; la salita è molto più breve dall'ex area sciistica ai piedi della montagna partendo dalla zona termale di Hveradalir. Dalla cima della montagna si ha una vista eccellente su gran parte degli altopiani dell'Islanda e fino ai fiordi occidentali.
Anche la vicina vetta di Loðmundur (1429 m) è una meta apprezzata dagli alpinisti.

## Comprensorio sciistico estivo
Ad Árskarð, il Ferðafélag Íslands ha costruito un rifugio nel 1937-38; all'inizio degli anni '60 vi furono aggiunti altri edifici per la scuola di sci estivo, che è rimasta in funzione fino al 1989 su un versante di Snækollur.
La scomparsa della neve in estate in seguito ai cambiamenti climatici, ha comportato la chiusura dell'ex comprensorio sciistico estivo agli inizio del 2000.